# Альбертачче
Альбертачче (фр. Albertacce, корс. Albertacce) — коммуна во Франции, находится в регионе Корсика. Департамент коммуны — Верхняя Корсика. Входит в состав кантона Голо-Морозалья. Округ коммуны — Корте.
Код INSEE коммуны — 2B007.

## Население
Население коммуны на 2008 год составляло 236 человек.
| 1962 | 1968 | 1975 | 1982 | 1990 | 1999 | 2008 |
| ---- | ---- | ---- | ---- | ---- | ---- | ---- |
| 317  | 373  | 357  | 323  | 200  | 225  | 236  |

## Экономика
В 2007 году среди 135 человек в трудоспособном возрасте (15—64 лет) 73 были экономически активными, 62 — неактивными (показатель активности — 54,1 %, в 1999 году было 49,6 %). Из 73 активных работали 63 человека (39 мужчин и 24 женщины), безработных было 10 (4 мужчины и 6 женщин). Среди 62 неактивных 5 человек были учениками или студентами, 31 — пенсионером, 26 были неактивными по другим причинам.

## Фотогалерея

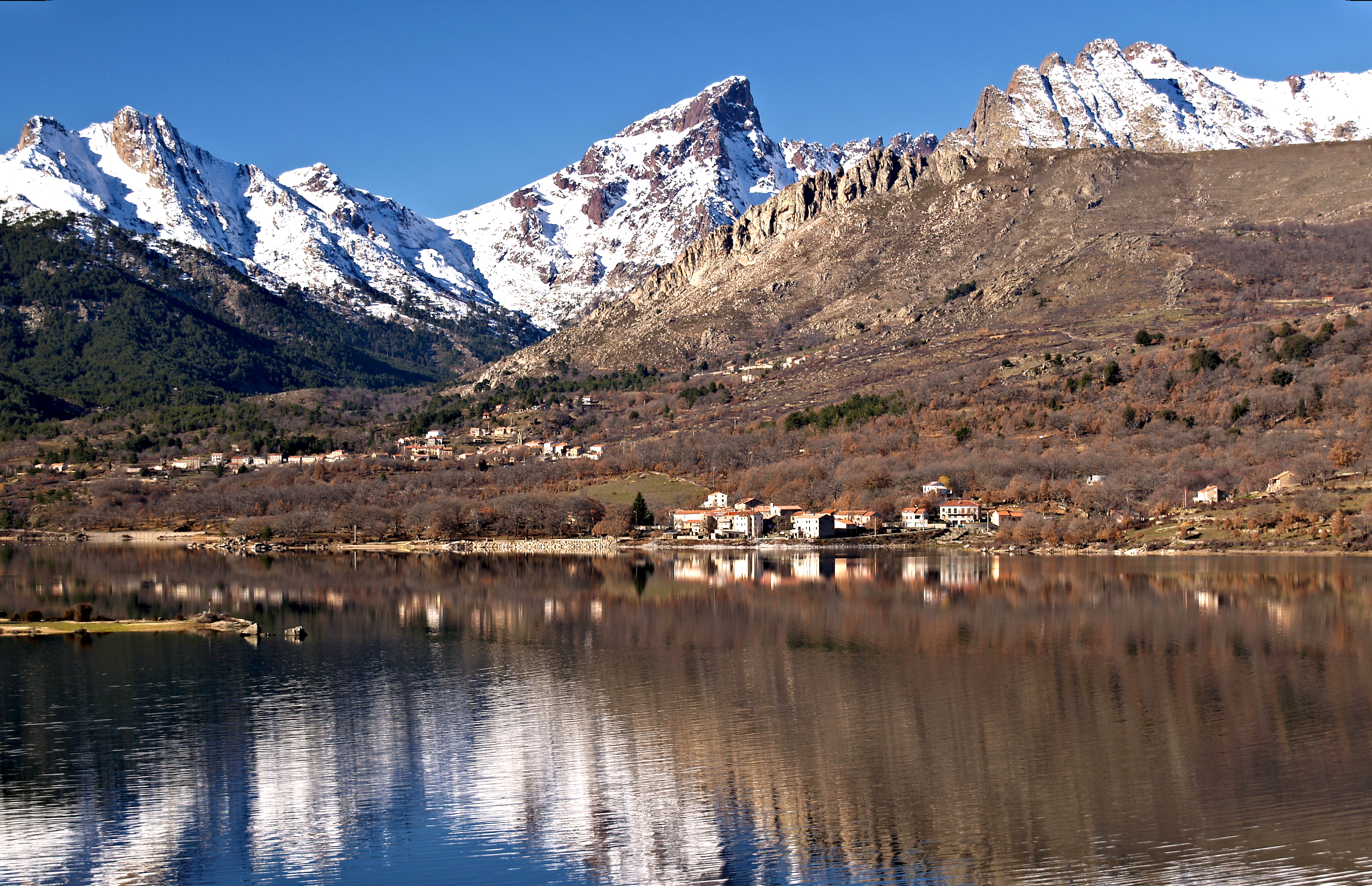
Альбертачче
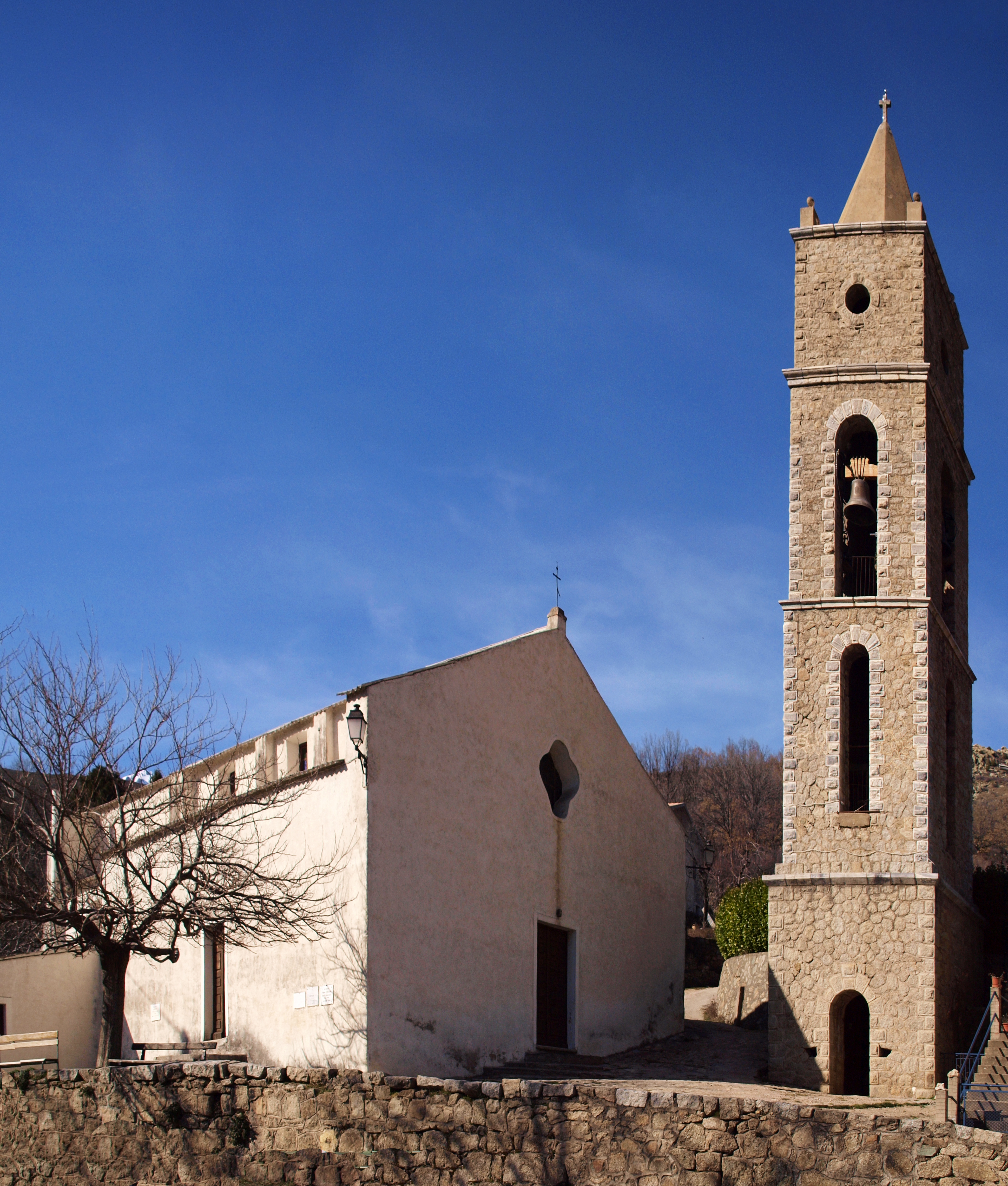
Приходская церковь Санта-Мария
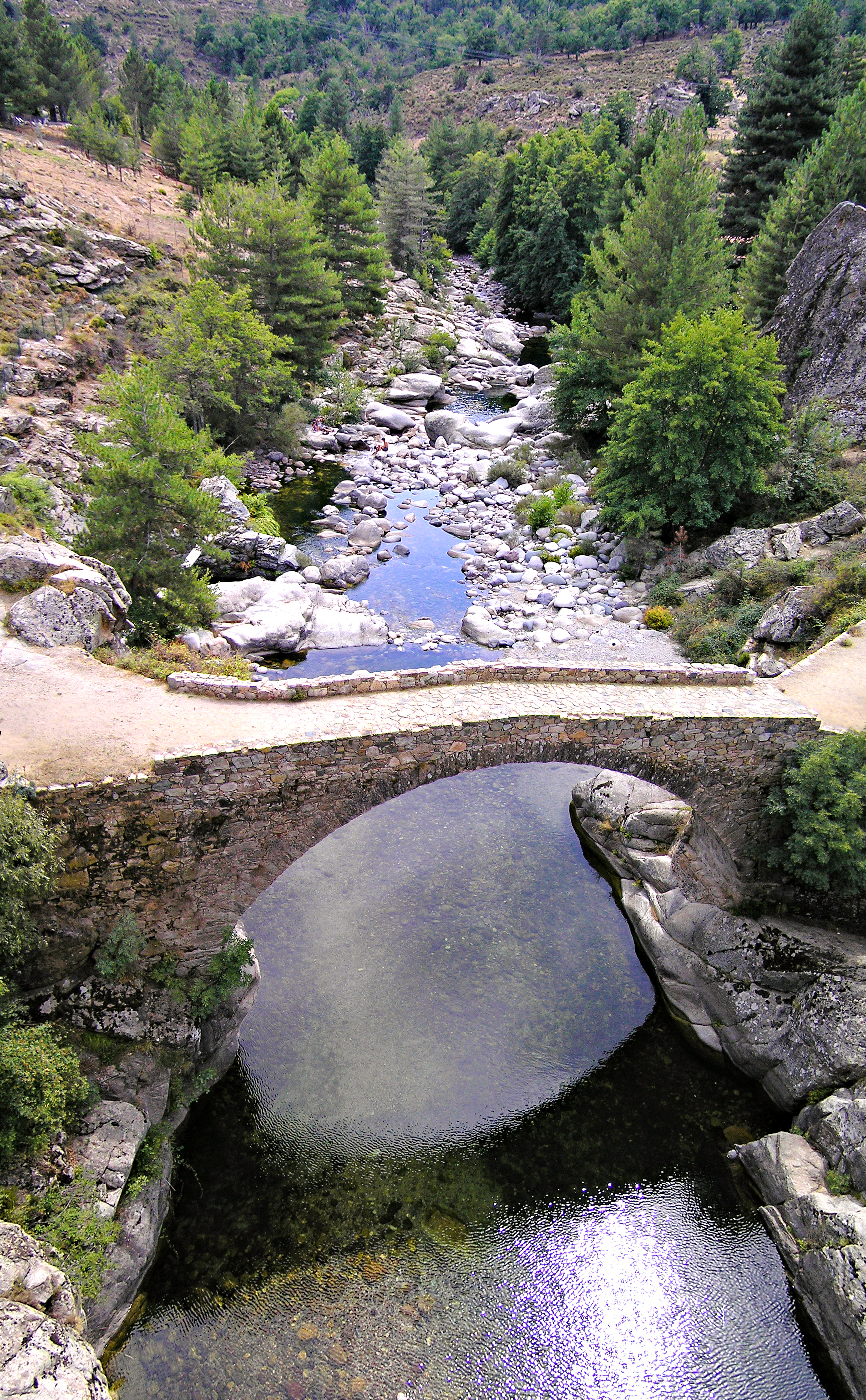
Генуэзский мост через реку Голо